# Krewetka czerwona argentyńska
Krewetka czerwona argentyńska (Pleoticus muelleri) – gatunek skorupiaka z rzędu dziesięcionogów, nadrzędu raków właściwych i rodziny Solenoceridae.

## Zasięg występowania
Południowo-zachodni Atlantyk: od Brazylii po Argentynę na obszarach o klimacie subtropikalnym do umiarkowanego. Gatunek ten występuje na głębokości od 2 do 10 metrów, często na głębokości od 5 do 25 m.

## Morfologia
Krewetka czerwona argentyńska zawdzięcza swoją nazwę barwie, która jest konsekwencją braku pewnego rodzaju białek występujących u innych krewetek (między innymi u krewetki tygrysiej). Długość maksymalna pancerza jest w granicach od 3,75 cm (samiec) do 5,8 cm (samica). Rytuał zalotów następuje poprzez wysyłanie sygnałów węchowych i dotykowych a transfer plemników jest pośredni.